# Ambrosius Koutsouridis
Ambrosius Koutsouridis oder Ambrosios Koutsouridis (griechisch Ἀμβρόσιος Κουτσουρίδης, weltlicher Name: Ioannis Koutsouridis; * 1968 in Valtonera, Florina) ist ein orthodoxer Geistlicher und als Titularbischof von Argyroupolis Vikarbischof der Griechisch-Orthodoxen Metropolie von Deutschland des Ökumenischen Patriarchats von Konstantinopel.

## Leben
Koutsouridis wurde in Griechenland, im kleinen Dorf Valtonera geboren. Seine Eltern stammten aus der Gegend von Argyroupolis und sind pontosgriechischer Herkunft. Er ging in Florina zur Schule und nach Abschluss des Gymnasiums folgend an die Höhere Kirchliche Schule in Athen, die er 1990 beendete. Im Jahr 1991 wurde er Mönch und zum Hierodiakon geweiht. 1996 erhielt er die Priesterweihe. Im selben Jahr beendete er sein Bachelorstudium in Theologie an der Aristoteles-Universität Thessaloniki. Im Jahr 1997 ging er nach Deutschland und wirkte fortan in der hiesigen Metropolie, unter anderem als Priester und Privatsekretär des Metropoliten Augoustinos Lambardakis. Ferner studierte er bis 2000 Byzantinistik (M.A.) an der Universität Bonn. 2008 absolvierte er ein Masterstudium in Kirchengeschichte und Dogmatik, wiederum in Thessaloniki.
War er bereits 1996 durch Bischof Augustinos Andreas Kantiotis in den Rang des Archimandriten erhoben worden, erhielt er 2014 von Patriarch Bartholomaios zusätzlich den Titel eines „Archimandriten des Ökumenischen Patriarchats“.
Am 3. Juli 2021 empfing er die Bischofsweihe mit dem Titularbistum von Argyroupolis in der Kirche des Heiligen Andreas in Düsseldorf. Vorher hatte er seit 2001 bis 2021 in der Diözese als Protosingel (Generalvikar) gedient. Hauptkonsekrator war Metropolit Augoustinos von Deutschland. Daneben wirkten die Metropoliten Meliton von Philadelphia, Athenagoras von Belgien, Ioustinos von Nea Krini und Kalamaria, Erzbischof Elpidophoros von Amerika, und die Bischöfe Evmenios von Lefka, Bartholomaios von Arianz, Apostolos von Medeia und Athenagoras von Nazianz als Konzelebranten.